# Dominique Karregat
Dominique Karregat (29 september 1995) is een voormalig tennisspeelster uit Nederland.

## Tenniscarrière
Karregat begon op zevenjarige leeftijd met tennissen. Ze speelde voornamelijk op het ITF-circuit. In 2018 won ze twee dubbelspeltitels op dit niveau, in Caïro en Monastir. In 2019 zegevierde ze opnieuw in Caïro, ditmaal met landgenote Sem Wensveen als dubbelspelpartner. In datzelfde jaar won zij met Wensveen aan haar zijde het Nederlands kampioenschap in het dubbelspel.

## Persoonlijk
Van 2014 tot 2021 studeerde zij Engels aan de Hogeschool van Amsterdam. Sinds 2020 is zij docent Engels in Zaandam.

## Palmares
| Legenda                 |
| ----------------------- |
| Grandslamtoernooi       |
| Olympische Spelen       |
| Year-End Championships  |
| Premier Mandatory       |
| Premier Five / WTA 1000 |
| Premier / WTA 500       |
| International / WTA 250 |
| Challenger / WTA 125    |

### WTA-finaleplaatsen enkelspel
geen

### WTA-finaleplaatsen vrouwendubbelspel
geen

### Gewonnen ITF-toernooien dubbelspel
| nr. | finale     | toernooi | dotatie  | ondergrond | partner             | tegenstandsters in finale       | score            |
| --- | ---------- | -------- | -------- | ---------- | ------------------- | ------------------------------- | ---------------- |
| 1.  | 2018-04-28 | Caïro    | $ 15.000 | gravel     | Nuria Párrizas Díaz | Madeleine Kobelt Shelby Talcott | 6-2, 6-4         |
| 2.  | 2018-11-17 | Monastir | $ 15.000 | hardcourt  | Tamara Čurović      | Mia Eklund Linnéa Malmqvist     | 7-6, 6-1         |
| 3.  | 2019-09-21 | Caïro    | $ 15.000 | gravel     | Sem Wensveen        | Minami Akiyana Zozia Kardava    | 6-1, 4-6, [10-4] |